# Paraquilegia microphylla
Paraquilegia microphylla là một loài thực vật có hoa trong họ Mao lương. Loài này được (Royle) J.R. Drumm. & Hutch. mô tả khoa học đầu tiên năm 1920.